# 逻辑删除
逻辑删除（英語：logical deletion），又被称软删除、假删除，是一种数据库操作，使用标记将数据标为不可用，而不从数据库删除数据本身。使用适当的方法可恢复被删除的文件。

## 相关网页
- soft deletion on wiktionary （页面存档备份，存于）
- Physical vs. logical / soft delete of database record? （页面存档备份，存于）